# Deuterocohnia brevifolia
Deuterocohnia brevifolia là một loài thực vật có hoa trong họ Bromeliaceae. Loài này được (Griseb.) M.A.Spencer & L.B.Sm. mô tả khoa học đầu tiên năm 1992.

## Hình ảnh

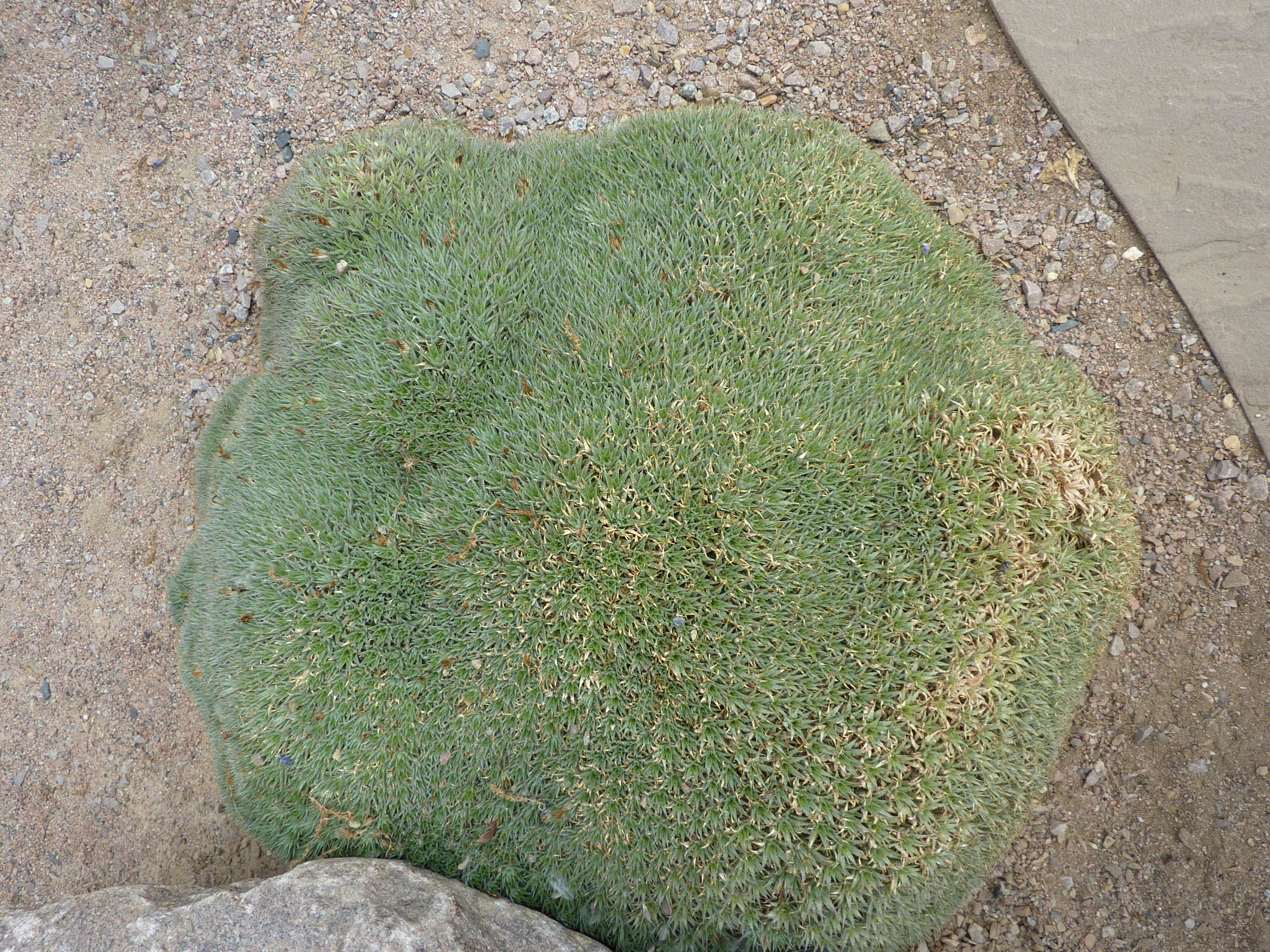
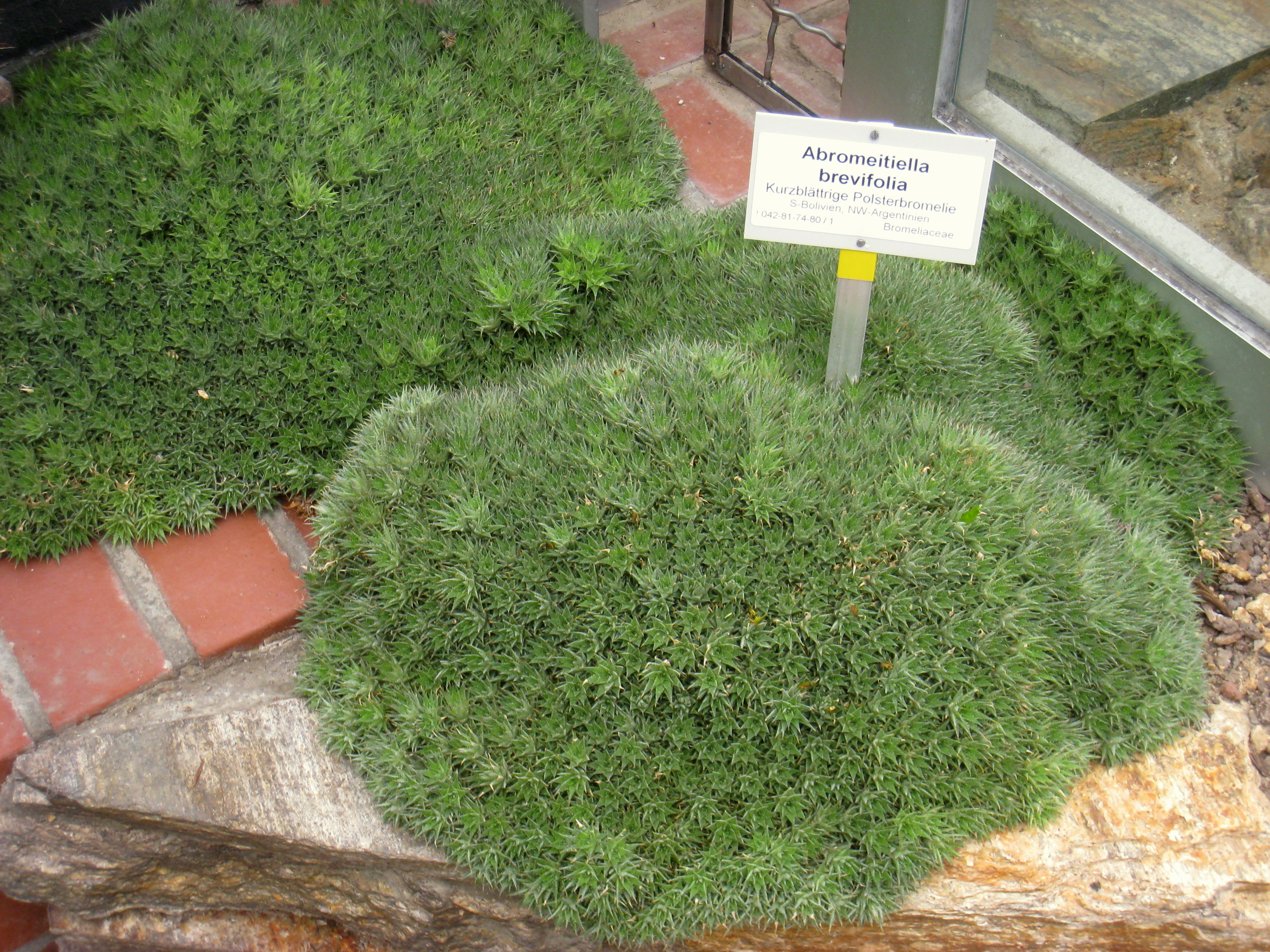
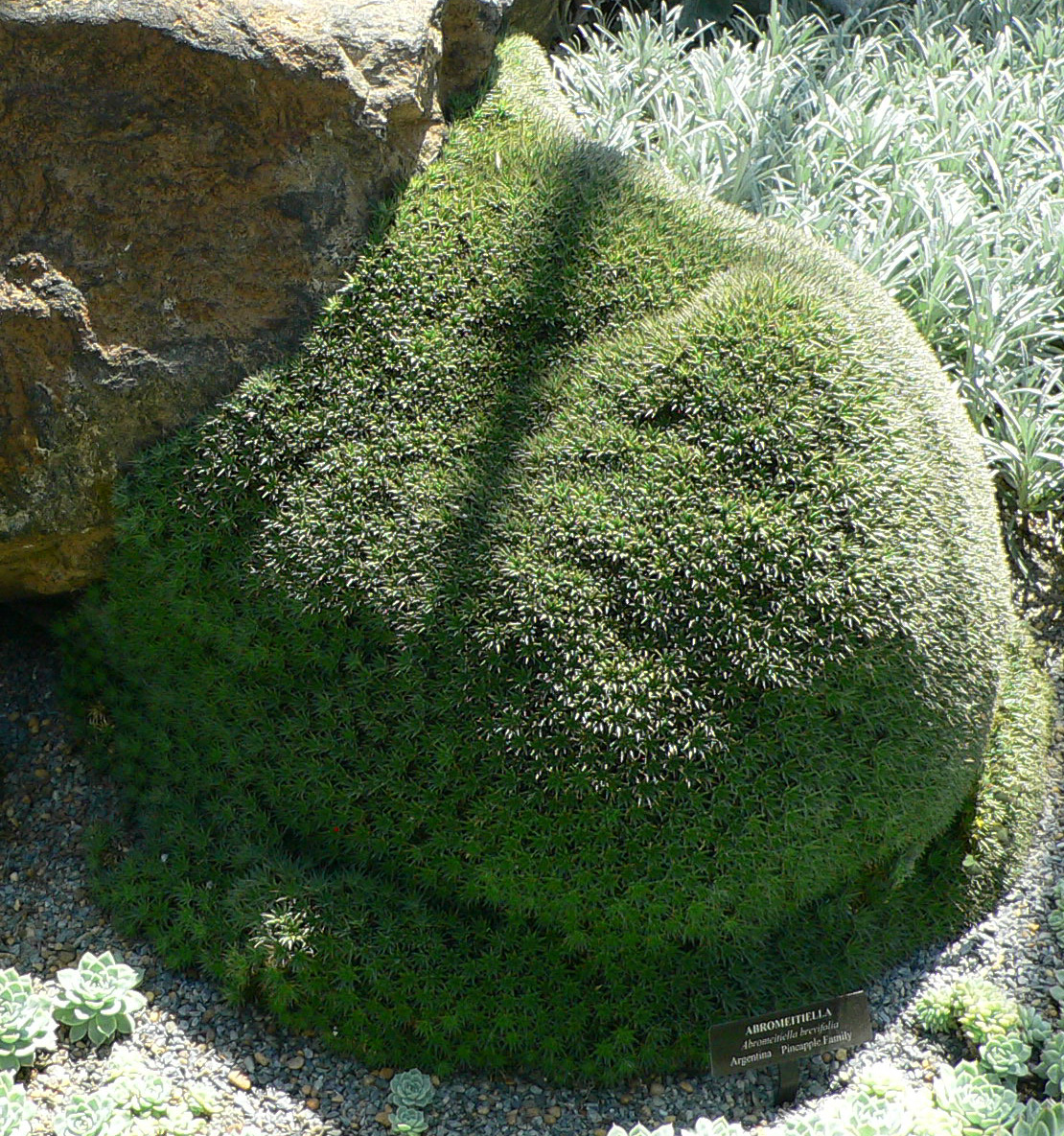
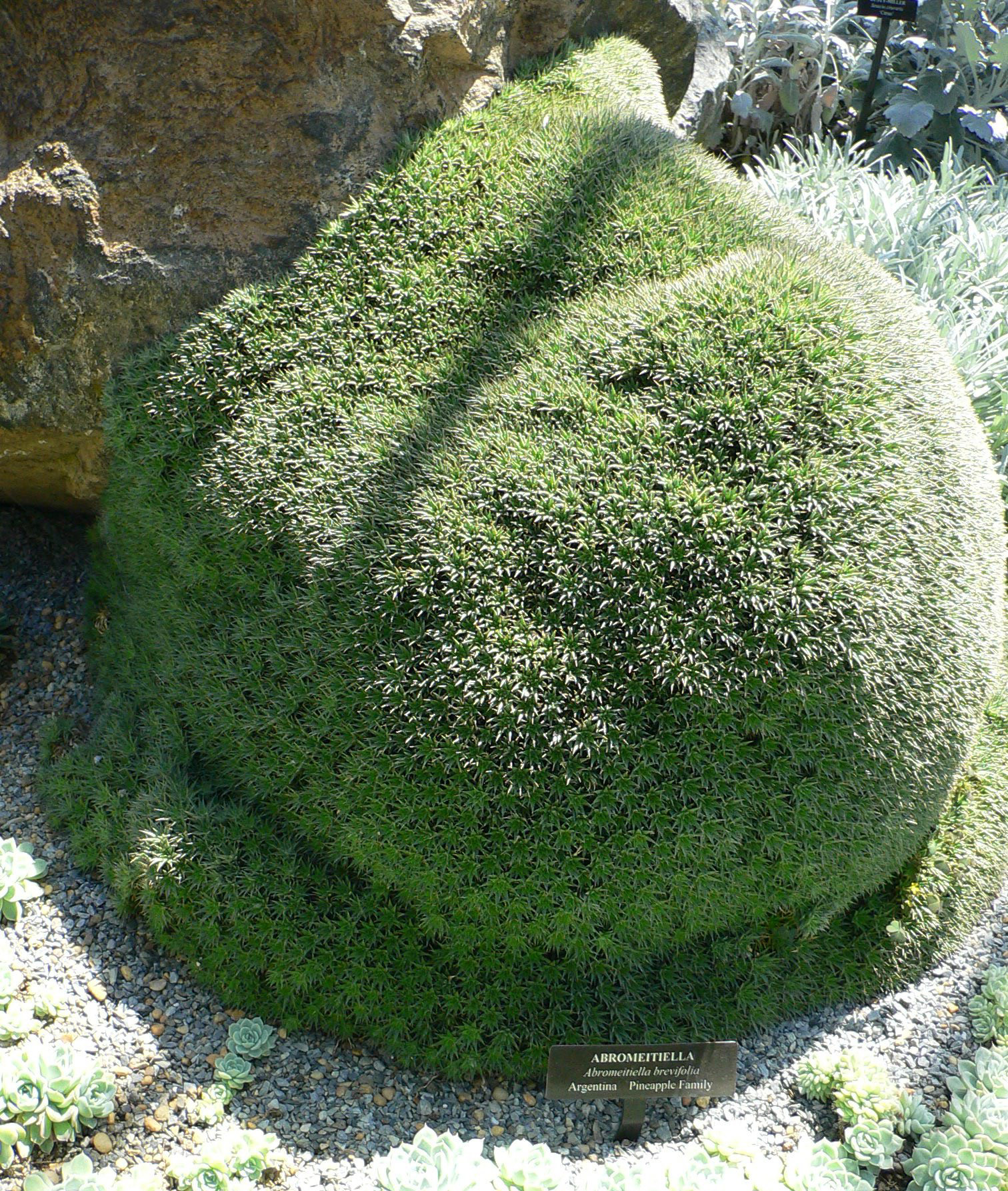